# Kaiu
Kaiu (německy Kay) je městečko v estonském kraji Raplamaa, samosprávně patřící do obce Rapla. Do 2017 bylo administrativním centrem bývalé samosprávné obce Kaiu.